# ア・テイシェイラ

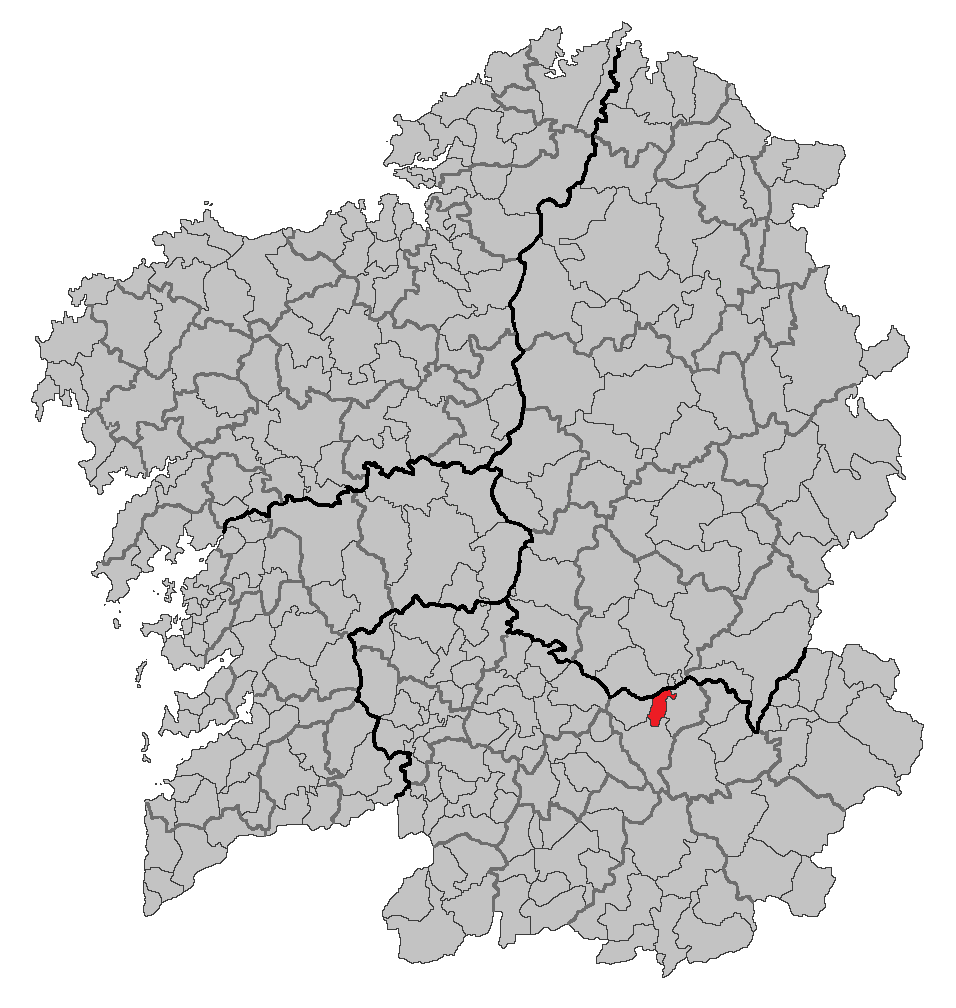

ア・テイシェイラ（A Teixeira）はスペイン、ガリシア州、オウレンセ県の自治体で、コマルカ・ダ・テーラ・デ・カルデーラスに属し、またリベイラ・サクラ地域に位置する。ガリシア統計局によると、2009年の人口は479人（男性：235人、女性：244人、2003年：551人）で、州内の自治体で人口が500人に満たない2つの自治体のひとつで、ネグレイラ・デ・ムニスに次いで2番目に人口が少ない。そして、州内で最も高齢化している自治体のひとつで、住民の平均年齢は60歳を超えている。住民呼称はteixeirés/-esa。カスティーリャ語の表記はLa Teijeira（ラ・テイヘイラ）。
ガリシア語話者の自治体人口に占める割合は98.21％（2001年）。

## 地理
ア・テイシェイラはオウレンセ県の北部に位置し、コマルカ・ダ・テーラ・デ・カルデーラスに属する。北はシル川を挟んでルーゴ県のソベールと、南がモンテデラーモと、東がカストロ・カルデーラスと、西がパラーダ・デ・シルと隣接する。自治体は風光明媚で、中心地区からおよそ1kmの所にある、シル川の渓谷は圧巻である。また、緑豊かで、栗林が広がっている。

### 人口
| ア・テイシェイラの人口推移 1900－2010                   |
|                                                         |
| 出典:INE（スペイン国立統計局）1900年 - 1991年、1996年 - |

## 経済
ア・テイシェイラの経済活動の中心は農業で、特にブドウ生産が重要である。近年多くのワイン醸造所が作られ、この地区のワインは原産地呼称D.O.リベイラ・サクラとして知られている。

## 政治
自治体首長はガリシア国民党（PPdeG）のミゲル・アントーニオ・シッ・アルバレス（Miguel Antonio Cid Álvarez）、自治体評議員はガリシア国民党：5、ガリシア社会党（PSdeG-PSOE）：2となっている（2007年の自治体選挙の結果）。

## 教区
ア・テイシェイラは8の教区に分けられる。
- アベレーダ（サンタ・マリーア）
- ボアソ（サンタ・マリーア）
- クリストセンデ（サンタ・マリーア）
- フォンターオ（サン・バルトロメウ）
- ルメアーレス（サン・サルバドール）
- モントエード（サンタ・マリーニャ）
- ペドラフィータ（サン・マルティーニョ）
- システィン（サンタ・マリーア）